# Heinrich Hertz
Heinrich Rudolf Hertz (n. 22 februarie 1857, Hamburg - d. 1 ianuarie 1894, Bonn) a fost un fizician german.
A studiat la universitățile din München și Berlin. În 1883 a devenit docent privat pentru fizica teoretică la Universitatea Christian-Albrecht din Kiel. Între 1885 și 1889 a predat ca profesor de fizică la Universitatea tehnică din Karlsruhe. Din 1889 a fost profesor de fizică la Rheinischen Friedrich-Wilhelms-Universität din Bonn. Hertz a murit la numai 37 de ani de granulomatoza lui Wegener.